# Semipallium hallae
Semipallium hallae is een tweekleppigensoort uit de familie van de Pectinidae. De wetenschappelijke naam van de soort is voor het eerst geldig gepubliceerd in 1960 door Cotton.